# لاسلو هوفمان
لاسلو هوفمان (29 يونيو 1958 - ) هو لاعب كرة يد مجري. شارك في الألعاب الأولمبية الصيفية 1988.

## وصلات خارجية
- لاسلو هوفمان على موقع أوليمبيديا (الإنجليزية)
- لاسلو هوفمان على موقع اللجنة الأولمبية المجرية (الهنغارية)